# Mats Reinhardt
Mats Reinhardt (* 29. April 1964) ist ein deutscher Schauspieler.

## Leben
Nach Jurastudium und anschließender Schauspielausbildung in München und Los Angeles hatte Reinhardt eine erste Hauptrolle Anfang der 1990er Jahre in dem HFF-Abschlussfilm Ein ausgekochter Hund. Der Film erhielt diverse Preise, unter anderem den Filmförderpreis der Stadt München.
Es folgten Rollen als Lehrer in Kalle der Träumer, unter der Regie der Oscar-Preisträgerin Caroline Link, oder als Skinhead in der internationalen Kinoproduktion Night train to venice mit Hugh Grant und Malcolm McDowell. Es folgten weitere Engagements in Fernsehserien und Fernsehfilmen, unter anderem in Vater wider Willen (ARD), dem Science-fiction-Dreiteiler AEON-Countdown im All, Der Bulle von Tölz, in Die Rosenheim-Cops oder SOKO 5113.
2008 und 2009 war er in 110 Folgen der Serie 112 – Sie retten dein Leben auf RTL in der durchgehenden Hauptrolle des Helikopterpiloten Peter Wells zu sehen. Er spielte im Kinofilm Jan und Jandl, in einem 90-Minuten-Special von Der Bergdoktor, eine durchgehende Nebenrolle in der Reihe Der Schwarzwaldhof, in diversen Krimi-Episodenrollen.
Im Kino verkörperte er Kommissar „Schilling“ in Der blinde Fleck (2013) und den 1.-Weltkriegsoffizier „Josef Schulz“ in dem internationalen Kriegsfilm Batalon in Russland. 2015 folgte der norwegischen Film huset, in dem Reinhardt in der Hauptrolle des Leutnants „Jürgen Kreiner“ zu sehen war. Der Film wurde 2016 zum Screamfest Horror Film Festival im TCL Chinese Theatre eingeladen, dem wichtigsten Filmfest für „scary movies“. 2017 spielte Reinhardt in der halb-dokumentarischen Arte -Produktion Der Reichstag den SPD-Politiker Philipp Scheidemann.
Im Theater war er neben diversen anderen Engagements (u. a. in München, Bern und Los Angeles) wiederholt Gast am Nationaltheater Mannheim; z. B. als egozentrischer IT-Angestellter „Nalle“ in dem Lars von Trier – Stück Der Boss vom Ganzen (Regie Christiane Schneider), oder in der Rolle des Zuhälters Rodrigo Quast in Frank Wedekinds Lulu/Die Büchse der Pandora unter der Regie des spanischen Theater- und Opernregisseurs und europäischen Kulturpreisträgers Calixto Bieito; 2010 als „Köppie“ in Als ob schon morgen wär (Regie Anna-Lena Kühner), und in der Spielzeit 2011/2012 in Der Teufel mit den drei goldenen Haaren unter der Regie des argentinisch-spanischen Regisseurs Marcelo Diaz, sowie als „Peter Squenz“ in Ein Sommernachtstraum, Regie: Georg Schmiedleitner.

## Filmografie (Auswahl)
- 1991: Ein ausgekochter Hund (Kurzfilm)
- 1992: Kalle der Träumer (TV-Film)
- 1992: Night train to venice (int. Kino)
- 1993: Das seltsame Leben des Abgeordneten L. (TV-Serie)
- 1994: Zwei Männer und die Frauen (TV-Mehrteiler)
- 1994: Prinzregentenstrasse (TV-Film)
- 1995: Vater wider Willen (TV-Serie)
- 1995: Solo für Sudmann (TV-Serie)
- 1996: Der Bulle von Tölz: Palermo ist nah
- 1996: Alle meine Töchter (TV-Serie)
- 1996: Der Tierdoktor (TV-Film)
- 1997: AEON-Countdown im All (TV-Film)
- 1999: The Dreamfactory (TV-Film)
- 2004: 168 Stunden (Kurzfilm)
- 2006: Die Rosenheim-Cops – Wellness bis zum Ende
- 2007: Die Rosenheim-Cops – Die sieben Kreuze
- 2006: SOKO 5113 (TV-Serie)
- 2007–2008: 112 – Sie retten dein Leben (Hauptrolle)
- 2009: Jan und Jandl (Kinofilm)
- 2009: Der Bergdoktor (TV-Serie)
- 2009–2010: Der Schwarzwaldhof (TV-Reihe)
- 2010: SOKO 5113 (TV-Serie)
- 2010: Wüstes Land (Film)
- 2012: Der blinde Fleck (Kinofilm)
- 2012: Die Rosenheim-Cops – Anruf für eine Leiche
- 2012: Notruf Hafenkante – Leben daneben (TV-Serie)
- 2015: Battalion of death („Batalon“) (Kinofilm, Russland)
- 2014: House – Willkommen in der Hölle  („Huset“) (Kinofilm, Norwegen)
- 2017: Der Reichstag (Fernsehfilm)
- 2017: Verräter (Fernsehfilm)
- 2020: SOKO Stuttgart – Nachts im Museum (TV-Serie)